# Dika Mem
Dika Mem (París, Francia; 31 de agosto de 1997) es un jugador profesional zurdo de balonmano francés que juega de central y lateral derecho en el FC Barcelona. Es hermano de los jugadores de baloncesto Jordan Aboudou y Lens Aboudou, ambos jugadores de la LNB Pro A.
Es internacional con la selección de balonmano de Francia, con la que ha ganado la medalla de oro en el mundial de 2017, en la Eurocopa de 2024 y en los JJOO de 2020, así como un bronce en la Eurocopa de 2018.

## Carrera
Descubrió el balonmano a la edad de 13 años, y poco a poco fue destacando entre los mejores de sus equipos. Siendo un habitual de las categorías inferiores de Francia, fue fichado con tan solo 18 años por el Tremblay-en-France Handball. A pesar de no poder conseguir la salvación de su equipo, fue coronado como una de las promesas de la competición.
En julio de 2016, ficha por el FC Barcelona con el que firma un contrato de seis años. Durante su primera temporada en España, a mediados de la competición, fue seleccionado con Francia de cara al Campeonato Mundial de Balonmano Masculino de 2017, pero fue descartado de la convocatoria final. No obstante, la lesión de Luka Karabatic durante el segundo partido del torneo, hizo que Dika Mem fuera llamado por sus seleccionadores para jugar en sustitución del pivote, que se perdería el resto del Mundial.

## Equipos
- Tremblay-en-France Handball (2015-2016)
- FC Barcelona (2016-presente)

## Estadísticas

### Selección nacional
| Torneo                | Partidos | Ataque | Ataque | Ataque      | Ataque | Posición          |
| Torneo                | Partidos | Goles  | Tiros  | Efectividad | Media  | Posición          |
| --------------------- | -------- | ------ | ------ | ----------- | ------ | ----------------- |
| Mundial 2017          | 6        | 2      | 3      | 67%         | 0,33   | Medalla de oro    |
| Europeo 2018          | 7        | 22     | 41     | 54%         | 3,14   | Medalla de bronce |
| Mundial 2019          | 10       | 27     | 51     | 53%         | 2,70   | Medalla de bronce |
| Europeo 2020          | 3        | 7      | 19     | 37%         | 2,33   | 14º               |
| Mundial 2021          | 9        | 32     | 55     | 58,18%      | 3,55   | 4º                |
| Juegos Olímpicos 2020 | 8        | 29     | 51     | 56,86%      | 3,62   | Medalla de oro    |
| Europeo 2022          | 9        | 37     | 69     | 53,62%      | 4,11   | 4º                |
| Mundial 2023          | 5        | 21     | 35     | 60%         | 4,2    | Medalla de plata  |
| Europeo 2024          | 9        | 49     | 76     | 64,47%      | 5,44   | Medalla de oro    |
| Juegos Olímpicos 2024 | 6        | 37     | 60     | 61,66%      | 6,17   | 8º                |
| Mundial 2025          | 9        | 54     | 78     | 69,23%      | 6      | Medalla de bronce |
| Total en su carrera   | 81       | 317    | 538    | 58,92%      | 3,91   |                   |

Actualizado a 3 de febrero de 2025.

## Palmarés

### Selección nacional
| Juegos Olímpicos   | Juegos Olímpicos     | Juegos Olímpicos  | Juegos Olímpicos |
| Año                | Lugar                | Medalla           |                  |
| ------------------ | -------------------- | ----------------- | ---------------- |
| 2020               | Tokio                | Medalla de oro    |                  |
| Campeonato Mundial |                      |                   |                  |
| Año                | Lugar                | Medalla           |                  |
| 2017               | Francia              | Medalla de oro    |                  |
| 2019               | Dinamarca y Alemania | Medalla de bronce |                  |
| 2023               | Polonia y Suecia     | Medalla de plata  |                  |
| Campeonato Europeo |                      |                   |                  |
| Año                | Lugar                | Medalla           |                  |
| 2018               | Croacia              | Medalla de bronce |                  |
| 2024               | Alemania             | Medalla de oro    |                  |

### FC Barcelona
- Liga ASOBAL (8): 2017, 2018, 2019, 2020, 2021, 2022, 2023, 2024
- Copa del Rey (8): 2017, 2018, 2019, 2020, 2021, 2022, 2023, 2024
- Copa ASOBAL (9): 2016, 2017, 2018, 2019, 2020, 2021, 2022, 2023, 2024
- Copa de España (1): 2023
- Supercopa de España (6): 2017, 2018, 2019, 2020, 2021, 2022
- Mundial de Clubes (2): 2018, 2019
- EHF Champions League (3): 2021, 2022, 2024
- Supercopa Ibérica (3): 2022, 2023, 2024

#### Selección nacionales inferiores
- Medalla de oro en el Campeonato de Europa Sub-18 de 2014.
- Medalla de oro en el Campeonato del Mundo Junior de 2015.
- Medalla de bronce en el Campeonato de Europa Sub-20 de 2016.

### Consideraciones individuales
- Mejor Lateral Derecho de la Liga de Campeones (2): 2017-18 y 2020-21
- Mejor Lateral Derecho de la Liga ASOBAL (3): 2018-18, 2019-20 y 2020-21
- Máximo Goleador de la Copa ASOBAL (1): 2019